# هيليوكس
هيليوكس (Heliox) عبارة عن غاز للتنفس مكوّن من الأكسجين والهيليوم. لمزيج هيليوكس استخدامات طبية وذلك كمصدر للأكسجين للتنفس بسبب كثافته المنخفضة، كما أنه يستخدم من قبل الغواصين في غوص التشبّع وفي الأطوار العميقة من الغوص التقني.

## التركيب
يتكون مزيج هيليوكس غالباً من 79% هيليوم و21% أكسجين، وعند استعماله للغوص لأعماق تصل إلى 100 متر فإن المزيج يتكون من 88% هيليوم و12% أكسجين. يمكن تركيب مزائج حسب العمق المستخدم للغوص وذلك لتجنب سمية الأكسجين. على سبيل المثال، للوصول إلى عمق 180 متر يجب أن يكون محتوى الأكسجين 8.4 %.

## الخصائص
- غياب ظاهرة تخدير الأعماق أثناء الغوص والتي تحدث بشكل رئيسي بسبب وجود النيتروجين.
- إمكانية الغوص إلى أعماق كبيرة، نظرياً إلى 600 متر.
- يسبب الهيليوم متلازمة الضغط العالي العصبي.
- تسبب الناقلية الحرارية لعالية للهيليوم إلى حدوث تبريد للرئتين عند الغوص، لذلك ينبغي تدفئته صناعياً.
- بسبب السعر المرتفع للهيليوم فإن هذا المزيج غالي الثمن، لذلك يستعاض عنه بمزيج تريمكس.[5]

## اقرأ أيضاً
- تريمكس
- نيتروكس
- هيدريليوكس
- هيدروكس